# Wydział Nauk Ścisłych i Przyrodniczych Uniwersytetu Szczecińskiego
Wydział Nauk Ścisłych i Przyrodniczych Uniwersytetu Szczecińskiego – jeden z siedmiu wydziałów Uniwersytetu Szczecińskiego.

## Historia
Wydział Nauk Ścisłych i Przyrodniczych został utworzony 24 czerwca 2019 r. w wyniku połączenia dotychczasowych wydziałów: Biologii, Nauk o Ziemi i Matematyczno-Fizycznego.

## Kierunki kształcenia
Dostępne kierunki:
- Biologia (studia I i II stopnia)
- Biologiczne podstawy kryminalistyki (studia II stopnia)
- Biotechnologia (studia I i II stopnia)
- Eksploatacja zasobów naturalnych  (studia I stopnia)
- Fizyka (studia I i II stopnia)
- Genetyka i biologia eksperymentalna(studia I stopnia)
- Geografia (studia I i II stopnia)
- Geologia (studia I i II stopnia)
- Hydrobiology (studia w j. angielskim) (studia I stopnia)
- Kosmologia (studia I stopnia)
- Matematyka (studia I i II stopnia)
- Mikrobiologia (studia I i II stopnia)
- Oceanografia (studia I i II stopnia)
- Ochrona i inżynieria środowiska przyrodniczego (studia II stopnia)
- Optyka okularowa (studia I stopnia)
- Zarządzanie ochroną środowiska przyrodniczego (studia I stopnia)

## Poczet dziekanów
1. dr Andrzej Wiśniewski (2019–2024)
2. dr hab. Magdalena Achrem (od 2024)

## Władze wydziału
W kadencji 2024–2028:
| Stanowisko                 | Imię i nazwisko          |
| -------------------------- | ------------------------ |
| Dziekan                    | dr hab. Magdalena Achrem |
| Prodziekan ds. Studenckich | dr hab. Małgorzata Bąk   |

## Instytuty współpracujące

### Instytut Biologii
Dyrektor: prof. dr hab. inż. Robert Czerniawski
- Katedra Ekologii i Antropologii
- Katedra Fizjologii i Biochemii
- Katedra Genetyki i Genomiki
- Katedra Hydrobiologii

### Instytut Fizyki
Dyrektor: dr hab. inż. Marcin Buchowiecki
- Grupa Fizyki Jądrowej, Plazmy i Medycznej
- Grupa Fizyki Molekularnej
- Grupa Teorii Pola
- Magnetyczny Rezonans Jądrowy
- Szczecińska Grupa Kosmologiczna
- Zespół CASA* – US – Centrum Zaawansowanych Badań w Zakresie Astrobiologii i Dziedzin Pokrywnych

### Instytut Matematyki
Dyrektor: prof. dr hab. inż. Piotr Krasoń

### Instytut Nauk o Morzu i Środowisku
Dyrektor: dr hab. inż. Andrzej Osadczuk
- Laboratorium geochemiczne
- Laboratorium hydrochemiczne
- Laboratorium granulometrii laserowej
- Laboratorium sedymentologiczne
- Laboratorium preparatyki petrograficznej
- Laboratorium mineralogii, petrografii i geologii złożowej
- Laboratorium geologii inżynierskiej i geotechniki
- Laboratorium oceanografii fizycznej
- Laboratorium mikroskopii geologicznej i biologicznej
- Laboratorium biologii morza
- Laboratorium paleobiologii
- Laboratorium diatomologiczne
- Laboratorium badań nad filogenezą i bioproduktami morskich bentosowych protista
- Laboratorium genetyczne
- Laboratorium dendrochronologiczne
- Laboratorium taksonomii roślin i grzybów

## Galeria

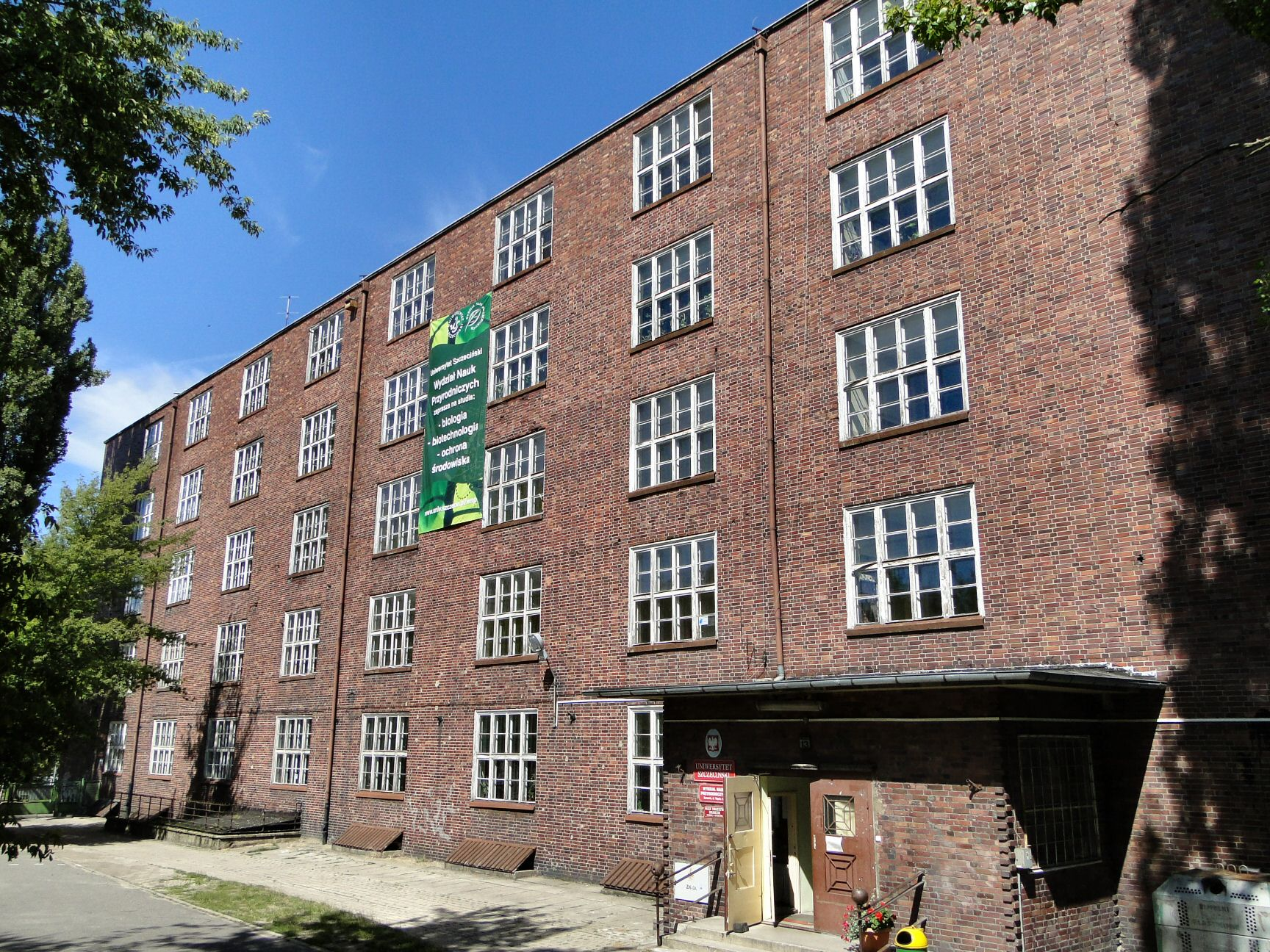
Siedziba Instytutu Biologii na ul. Wąskiej 13.
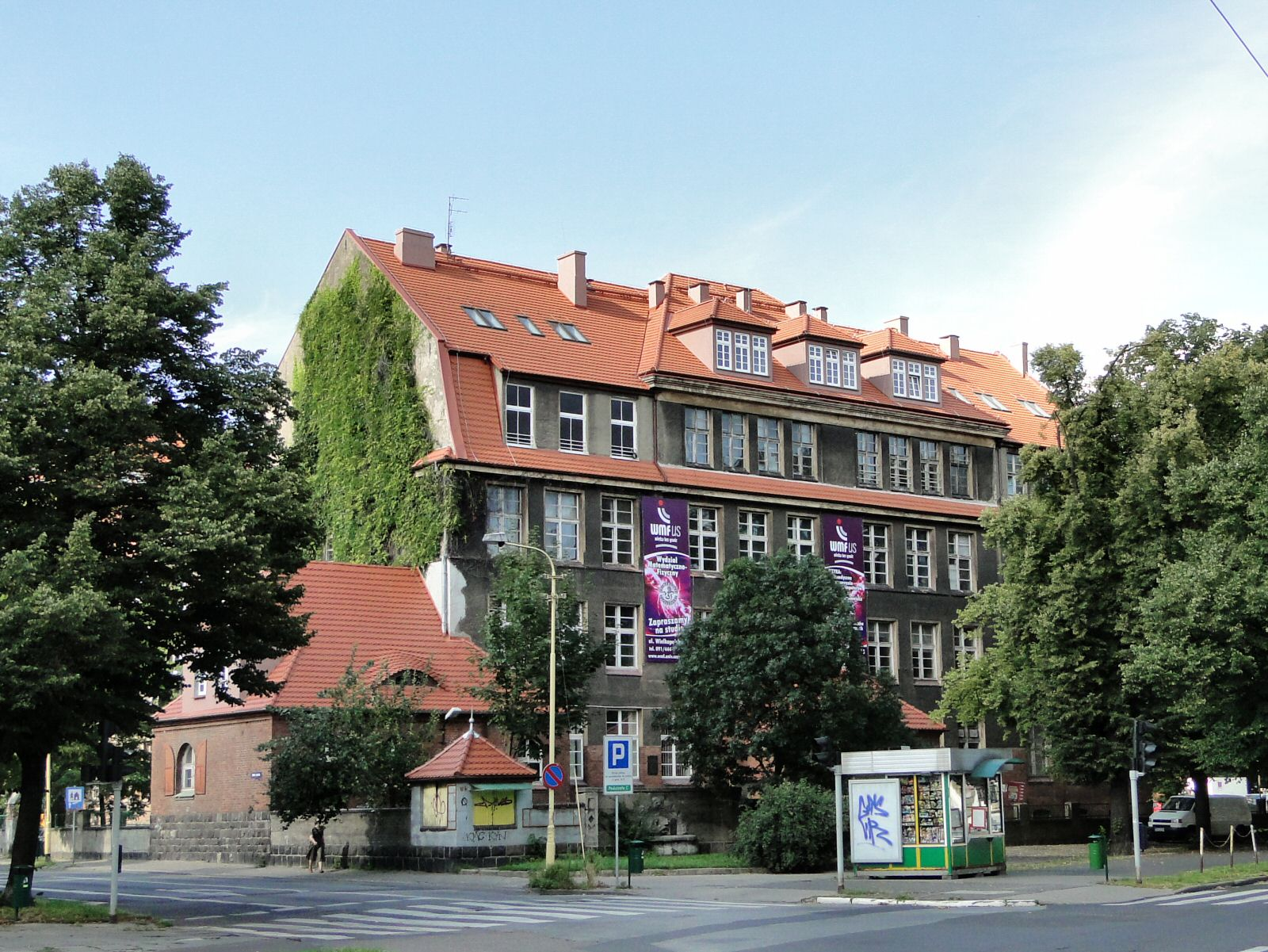
Siedziba Instytutów: Fizyki i Matematyki na ul. Wielkopolskiej 15
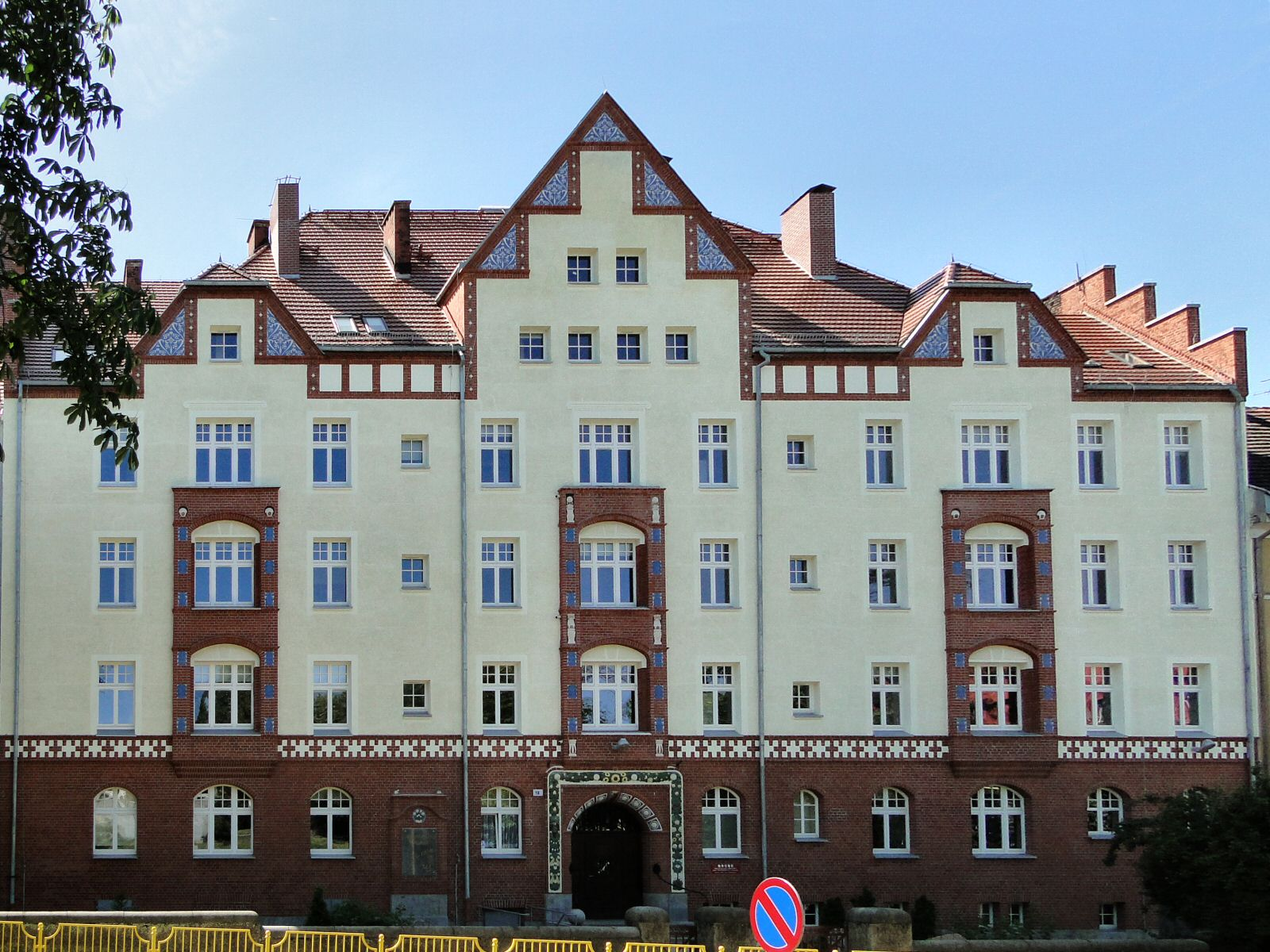
Siedziba Instytutu Nauk o Morzu i Środowisku na ul. Adama Mickiewicza 18